# Johannes Reinke
Pour les articles homonymes, voir Reinke.
Johannes Reinke (né le 3 février 1849 à Ziethen, dans le duché de Saxe-Lauenbourg et mort le 25 février 1931 à Preetz, Province du Schleswig-Holstein) est un botaniste allemand de la seconde moitié du XIXe et du début du XXe siècle.

## Biographie
Johannes Reinke enseigne à l'Université de Göttingen et à celle de Kiel. Il est l’auteur de Lehrbuch der allgemeine Botanik (1880), Einleitung in der theoretischen Biologie (1901), Kritik der Abstamungslehre (1920) et Naturwissenschaft, Weltanschauung, Religion (1923).
Il étudie les algues rouges et les racines des phanérogames. Il est un opposant aux théories sur l’origine des espèces de Charles Darwin défendues en Allemagne par Ernst Haeckel. Il défend les théories vitalistes.